# Alaksandr Sauko
Alaksandr Iwanawicz Sauko (biał. Аляксандр Іванавіч Саўко, ros. Александр Иванович Савко; ur. 9 stycznia 1967. zm. 22 maja 2004) – radziecki i od 1993 roku białoruski zapaśnik walczący w stylu wolnym. Olimpijczyk z Atlanty 1996, gdzie zajął dziewiętnaste miejsce w kategorii 82 kg.
Dziewiąty na mistrzostwach świata w 1994. Brązowy medalista mistrzostw Europy w 1993 roku.